# Marina Kowrigina
Marina Władimirowna Kowrigina (ros. Марина Владимировна Ковригина, ur. 4 maja 1972) – radziecka, a potem rosyjska judoczka i sambistka. Olimpijka z Atlanty 1996, gdzie zajęła czternaste miejsce w wadze półlekkiej.
Siódma na mistrzostwach świata w 1993. Startowała w Pucharze Świata w latach 1992, 1993, 1995-1998, 2000, 2001 i 2003. Piąta na mistrzostwach Europy w 1994 i trzecia w drużynie w 1992. Trzecia na igrzyskach wojskowych w 1999. Trzy medale na MŚ wojskowych. Mistrzyni Rosji w 1994, 2000 i 2002; druga w 1996, 1999 i 2001; trzecia w 1992, 1995, 1998. Trzecia na mistrzostwach WNP w 1992.
Mistrzyni świata w sambo w 2001 i 2002 roku.

## Letnie Igrzyska Olimpijskie 1996
| Konkurencja | Eliminacje               | Eliminacje             | Klas. końcowa |
| Konkurencja | Przeciwnik I             | Przeciwnik II          | Miejsce       |
| ----------- | ------------------------ | ---------------------- | ------------- |
| 52 kg       | Isabelle Schmutz (SUI) Z | Almudena Muñoz (ESP) P | 14.           |